# Dysdera sutoria
Dysdera sutoria este o specie de păianjeni din genul Dysdera, familia Dysderidae, descrisă de Denis, 1945.
Este endemică în Morocco. Conform Catalogue of Life specia Dysdera sutoria nu are subspecii cunoscute.